# Madrid Moderno

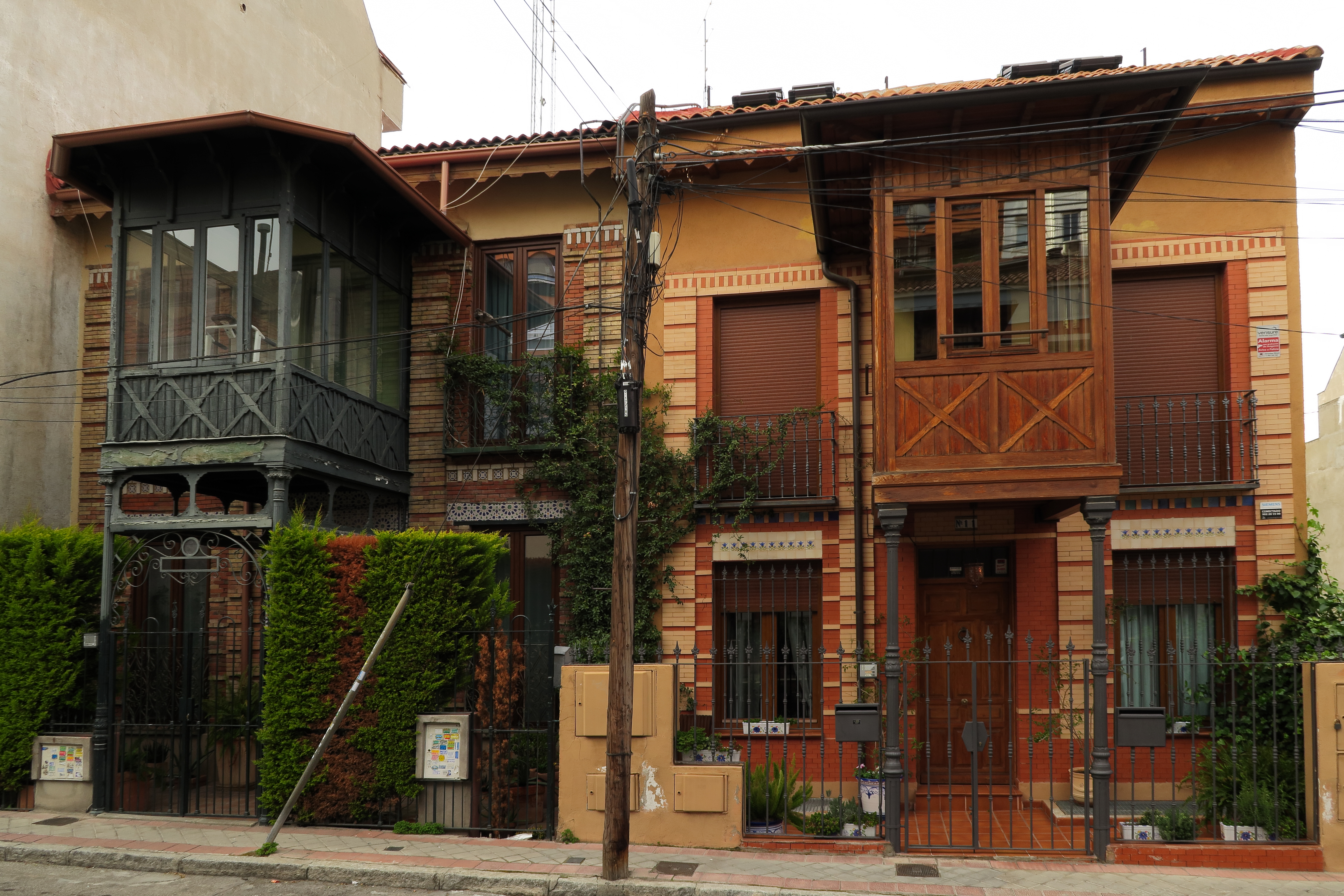
Madrid Moderno, números 9 y 11 (calle de Castelar).

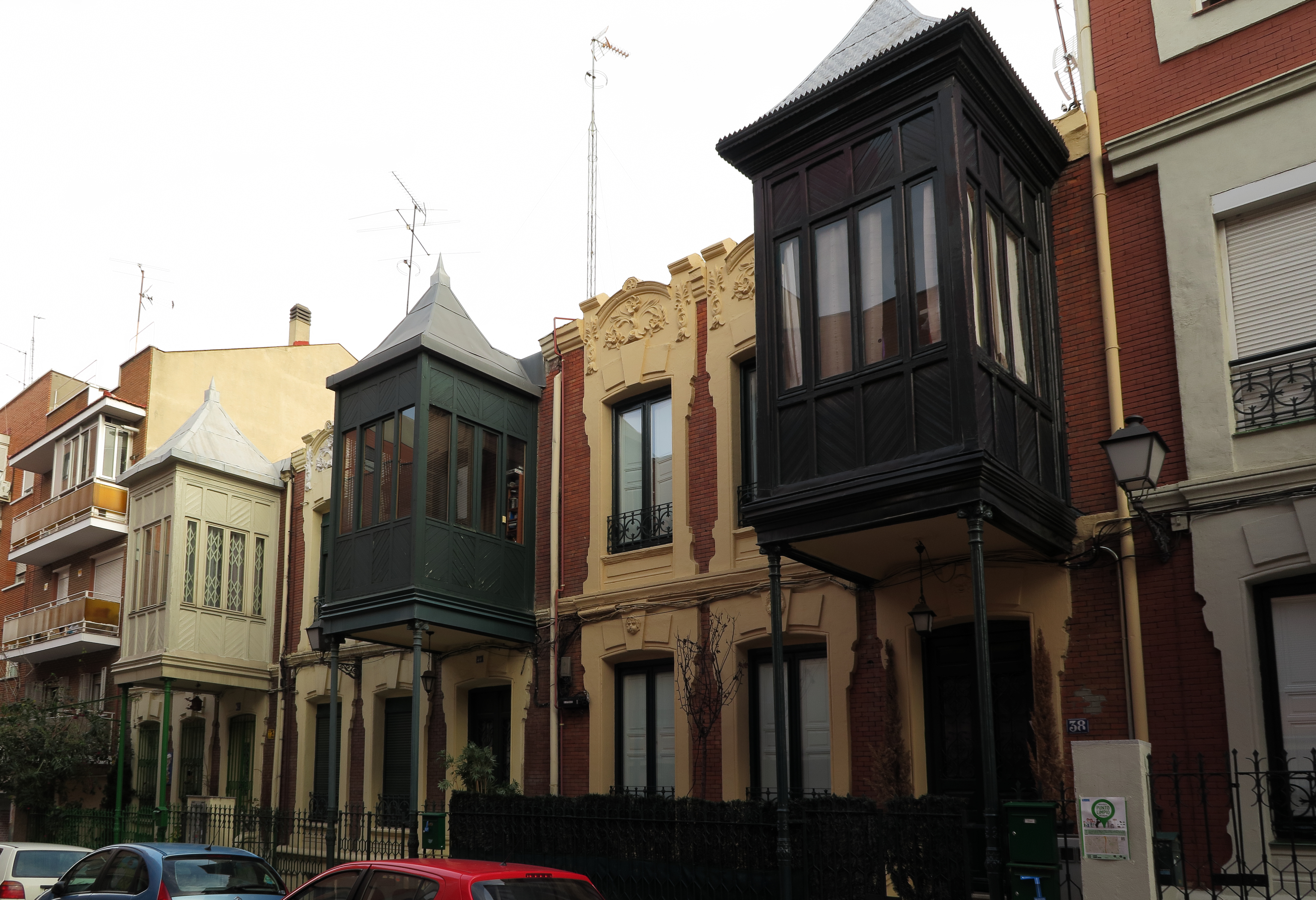
Números 38, 40 y 42 (calle Roma).

El Madrid Moderno o colonia Madrid Moderno fue una barriada madrileña de viviendas económicas adosadas de estilo neomudéjar y estilo modernista construidas en varias fases entre 1890 y 1906 en la periferia de la ciudad. Ocupaba el sector norte y este de la Quinta las Nogueras o de Los leones, en el área del parque Eva Duarte de Perón, limitando con las calles Cardenal Belluga, Castelar, Roma, Cartagena, Francisco Navacerrada, Campanario, Ruiz Perello y la avenida de los Toreros (junto a la plaza de toros de Las Ventas), entre el barrio madrileño de La Guindalera y las Ventas del Espíritu Santo. 

## Historia
En torno a 1888 el empresario y antiguo político Mariano Santos Pinela, propietario de unos terrenos cercanos a la zona de Las Ventas en el extrarradio este de Madrid, se asoció con el empresario y arquitecto Julián Marín (autor de la Casa de las Bolas) para construir una colonia de pequeñas viviendas adosadas como casas de fin de semana o de veraneo, entonces llamados «hotelitos».  
Aunque algunos autores relacionan el proyecto como inspiración del arquitecto Mariano Belmás Estrada, estrecho colaborador de Arturo Soria, con quien compartía la filosofía de la síntesis de clases sociales en barrios caracterizados por la vivienda unifamiliar e higiénica, por haber ejecutado en el recinto algunos equipamientos recreativos como el «parque Rusia», no parece haber base documental que desvincule la autoría a Julián Marín. En 1881 el Ayuntamiento de Madrid paralizó las obras del Madrid Moderno por no haber solicitado la licencia de obra, iniciándose un periodo de litigios y juicios que se alargaría durante años. En 1891, cuando se habían construido más de setenta viviendas, la obra se volvió a paralizar. La promoción se vendió, entonces, al contratista Francisco Navacerrada Sánchez que abonó las multas y asumió la regularización de los permisos de construcción de los que carecía Santos Pinela, continuando la obra, que mantuvo las líneas generales de proyecto, hasta llegar a completar casi un centenar de «hotelitos». Las edificaciones y diseños fueron firmados por el maestro de obras Mauricio Martínez Calonge, aunque, hay autores que ven cierta influencia de Belmás Estrada. Tras la segunda fase finalizada en 1895 se continuó la construcción de chalés en la zona hasta 1930, proyectados por Valentín Roca Carbonell.

## Características
Los «hotelitos» se diseñaron agrupados en hileras continuas y adosadas. Respondían a un modelo que repetía el esquema característico de chalé de dos plantas construido en ladrillo, con un mirador que sobresale de la fachada principal. Las primeras construcciones, de estilo neomudéjar, se edificaron entre 1890 y 1892 entre las calles Roma Castelar y cardenal Belluga. Entre 1892 y 1901 se levantaron las casas, obra de Calonge, que mantuvieron el estilo neomudéjar en ladrillo visto bicolor con fajas de azulejos polícromos. El estilo modernista, realizado por Roca Carbonell entre 1905 y 1906, añadiría chapiteles sobre los miradores y motivos modernistas en los frentes, con columnas de hierro y forjas a la vista en las fachadas. Por la colonia pasaba una línea de tranvía, Goya-Madrid Moderno-Ventas.